# The American Star
The American Star o La Estrella Americana fue un periódico estadounidense publicado en México durante la invasión estadounidense de 1846. Su publicación empezó desde 1847 y terminó con el desalojo de las tropas americanas del país. John H. Peoples y Jas R. Barnard fueron sus fundadores y editores.

## Prensa americana en territorio mexicano (1846-1848)
The American Star no fue el primer periódico en inglés publicado en México. Sin embargo, es el primero, con esa característica, que circuló en la capital mexicana. Lota Spell, en su artículo “The Anglo-Saxon Press in Mexico, 1846-1848”, explica la transición de la prensa en inglés en el territorio mexicano.
En cuanto a los Barnard y Peoples, fundaron otros medios como el Sentinel en Tampico (febrero 1847), The Vera Cruz Eagle en Veracruz (abril) y American Flag.

## The American Star
Posterior a los periódicos antes mencionados, surgió The American Star en el mes de abril en Xalapa, Veracruz. Tuvo tres periodos, debido al desplazamiento de las tropas militares americanas. Estuvieron en Xalapa de abril a mayo, posteriormente se movieron a Puebla y finalmente, el 20 de septiembre de 1847, llegan a la capital mexicana.
Desde un inicio el periódico fue hecho para militares y nativos americanos que residían en México. Fue un medio por el cual la comunidad americana podía intercambiar información y fijar una postura ante el conflicto. Al llegar a la capital, se publicaba los martes, jueves y sábados; mas dado a su buena recepción, aumentaron a seis días de circulación (toda la semana, excepto el lunes).

### Estructura
El periódico constaba de cuatro páginas con cuatro columnas cada una, en primera plana aparecía un artículo editorial que podía ocupar la mitad o toda la hoja. Estaba dividido en dos partes. La primera se redacta en inglés, esta contenía las noticias del conflicto; mientras que la segunda parte se escribía en español y hablaba sobre noticias nacionales e internacionales (esto fue posible gracias a la aparición del telégrafo).

### Contenido
Su contenido se basaba en la noticias sobre el conflicto y la ocupación, como las narraciones de las batallas, proclamaciones de los jefes militares, decretos y órdenes. En la carta editorial se discutían asuntos sobre la situación política de México o algún acontecimiento de Estados Unidos. Dentro de sus páginas se pueden encontrar testimonios de la época y reflexiones sobre los conflictos bélicos y su impacto. Para el pueblo mexicano incorporaron notas sobre las actividades recreativas que podían realizar y notas sobre los sucesos del interior de la república.
Mucho de su contenido se abocaba a las negociaciones de paz con el gobierno mexicano. Ante estas, los editores mantuvieron una postura firme, siempre apoyando a su nación. Se impulsó la firma de los tratados y ratificación, mientras esto no sucedía, el periódico se “transmitió la idea de que el gobierno mexicano era el culpable de la prolongación de la guerra”. Por otra parte, cuando se firmó el tratado Guadalupe-Hidalgo, se dejó de recriminar a las autoridades y a los militares mexicanos y habló sobre lo bien que trabajaba el Congreso.
Peoples y Barnard vieron el potencial en el periódico para influir en la mentalidad sobre la población mexicana. Dieron a conocer la lengua y las percepciones de la nación norteamericana sobre cómo debía ser una república democrática. Es por ello que se difundieron los valores y las virtudes de la vida republicana de EE. UU. Entretanto descalificó al gobierno de Santa Anna de déspota y tirano por la falta de derechos y protección hacia los ciudadanos.
Se puede decir que fue un vehículo del ideario del Destino Manifiesto, ya que seguía “un imaginario nacionalista y una serie de acciones políticas y militares [enfocadas a la victoria para la ratificación de este principio]”. De esta forma, las acciones que el comandante del ejército norteamericano tomó, fueron con el fin de crear un ambiente civilizado entre ambos bandos y de organizar a la administración del territorio.

## Última edición
Con la ratificación del tratado, el 30 de mayo de 1848, se publicó la última edición de The American Star. En su último número se despidieron de sus lectores. Entre las cosas que logró este periódico fue la construcción de un imaginario social sobre la ciudadanía estadounidense y la democracia, la potencia de esta nación y el ideal al que los mexicanos debían aspirar.